# Hermippus affinis
Hermippus affinis là một loài nhện trong họ Zodariidae.
Loài này thuộc chi Hermippus. Hermippus affinis được Embrik Strand miêu tả năm 1906.